# Bandeapart.fm
Pour les articles homonymes, voir Bande à part.
 (octobre 2020).
Si vous disposez d'ouvrages ou d'articles de référence ou si vous connaissez des sites web de qualité traitant du thème abordé ici, merci de compléter l'article en donnant les références utiles à sa vérifiabilité et en les liant à la section « Notes et références ».

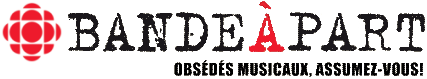
Logo de Bandeapart.fm.

Bande à part radio est une émission radiophonique de découverte musicale diffusée par 
Radio-Canada. Dépisteur dans le milieu des musiques émergentes et laboratoire d'exploration, Bande à part est un projet multiplateforme de Radio-Canada qui vise à élargir l'horizon musical francophone.
L'émission « Bande à part » est entrée en ondes en 1995 à ICI Radio-Canada Première, puis est arrivée sur le web en 2000.  La version anglaise est CBC Radio 3. Animée par Catherine Pogonat.
Bandeapart.fm est diffusée ensuite du lundi au jeudi dès minuit et le vendredi à partir de 23 h sur les ondes d'Espace Musique et en baladodiffusion. On peut aussi interagir avec les animateurs via un blogue collectif.  Bandeapart.fm est aussi une chaîne de radio par satellite offerte par Sirius Satellite Radio et Radio-Canada.
Bandeapart.fm a fêté ses 5 années d'existence en mars 2005 au Spectrum de Montréal. Parmi les artistes invités se trouvaient Akido, Les Dales Hawerchuk, Malajube et Karkwa.

## externes
- Site officiel
- Blogue officiel